# Campeonato Europeu de Atletismo em Pista Coberta de 2021 - 3000 m feminino
A prova dos 3000 metros feminino do Campeonato Europeu de Atletismo em Pista Coberta de 2021 foi disputada entre os dias 4 e 5 de março de 2021 na Arena Toruń, em Toruń, na Polónia.

## Recordes
Antes desta competição, os recordes mundiais e do campeonato nesta prova eram os seguintes:
|                       | Nome           | Nacionalidade | Tempo     | Local     | Data                   |
| --------------------- | -------------- | ------------- | --------- | --------- | ---------------------- |
| Recorde mundial       | Genzebe Dibaba | Etiópia       | 8m 16s 60 | Estocolmo | 6 de fevereiro de 2014 |
| Recorde do campeonato | Laura Muir     | Reino Unido   | 8m 30s 61 | Glasgow   | 1 de março de 2019     |
| Recorde europeu       | Laura Muir     | Reino Unido   | 8m 26s 41 | Karlsruhe | 4 de fevereiro de 2017 |

## Medalhistas
| Ouro                     | Prata             | Bronze                |
| Amy-Eloise Markovc (GBR) | Alice Finot (FRA) | Verity Ockenden (GBR) |

## Cronograma
Todos os horários são locais (UTC +1).
| Data       | Hora  | Evento  |
| ---------- | ----- | ------- |
| 4 de março | 19:30 | Bateria |
| 5 de março | 21:00 | Final   |

## Resultados

### Bateria
Qualificação: 4 atletas de cada bateria (Q) mais os 4 melhores qualificados (q).
| Posição | Bateria | Atleta                  | Nacionalidade | Tempo   | Notas                |
| ------- | ------- | ----------------------- | ------------- | ------- | -------------------- |
| 1       | 2       | Verity Ockenden         | Reino Unido   | 8:52.60 | Q                    |
| 2       | 2       | Amelia Quirk            | Reino Unido   | 8:53.21 | Q,                   |
| 3       | 2       | Viktória Wagner-Gyürkés | Hungria       | 8:55.72 | Q                    |
| 4       | 1       | Amy-Eloise Markovc      | Reino Unido   | 8:56.26 | Q                    |
| 5       | 1       | Elena Burkard           | Alemanha      | 8:56.56 | Q,                   |
| 6       | 2       | Lucía Rodríguez         | Espanha       | 8:56.71 | Q,                   |
| 7       | 1       | Meraf Bahta             | Suécia        | 8:56.85 | Q,                   |
| 8       | 1       | Maureen Koster          | Países Baixos | 8:56.91 | Q                    |
| 9       | 1       | Selamawit Bayoulgn      | Israel        | 8:57.26 | q                    |
| 10      | 1       | Alice Finot             | França        | 8:57.28 | q                    |
| 11      | 2       | Nataliya Strebkova      | Ucrânia       | 8:59.15 | q,                   |
| 12      | 2       | Mariana Machado         | Portugal      | 8:59.39 | q,                   |
| 13      | 1       | Alberte Kjær Pedersen   | Dinamarca     | 9:00.80 | Recorde nacional     |
| 14      | 1       | Marta García            | Espanha       | 9:02.00 | Recorde pessoal      |
| 15      | 2       | Lea Meyer               | Alemanha      | 9:05.13 |                      |
| 16      | 1       | Michelle Finn           | Irlanda       | 9:05.44 |                      |
| 17      | 2       | Linn Nilsson            | Suécia        | 9:06.55 | Recorde da temporada |
| 18      | 1       | Klara Lukan             | Eslovênia     | 9:06.82 |                      |
| 19      | 2       | Blanca Fernández        | Espanha       | 9:11.06 |                      |
| 20      | 1       | Ludovica Cavalli        | Itália        | 9:14.85 |                      |
| 21      | 1       | Samrawit Mengsteab      | Suécia        | 9:15.10 |                      |
| 22      | 2       | Giulia Aprile           | Itália        | 9:17.66 |                      |
| 23      | 2       | Roxana Rotaru           | Roménia       | DNF     |                      |
| 24      | 2       | Maruša Mišmaš-Zrimsek   | Eslovênia     | DSQ     |                      |
| 24      | 2       | Jip Vastenburg          | Países Baixos | DSQ     |                      |

### Final
A final aconteceu às 21:00 no dia 5 de março de 2021.
| Posição           | Atleta                  | Nacionalidade | Tempo   | Notas                |
| ----------------- | ----------------------- | ------------- | ------- | -------------------- |
| Medalha de ouro   | Amy-Eloise Markovc      | Reino Unido   | 8:46.43 | Recorde pessoal      |
| Medalha de prata  | Alice Finot             | França        | 8:46.54 | Recorde pessoal      |
| Medalha de bronze | Verity Ockenden         | Reino Unido   | 8:46.60 | Recorde pessoal      |
| 4                 | Meraf Bahta             | Suécia        | 8:48.78 | Recorde da temporada |
| 5                 | Amelia Quirk            | Reino Unido   | 8:48.82 | Recorde pessoal      |
| 6                 | Selamawit Bayoulgn      | Israel        | 8:49.13 |                      |
| 7                 | Elena Burkard           | Alemanha      | 8:51.09 | Recorde pessoal      |
| 8                 | Lucía Rodríguez         | Espanha       | 8:53.90 | Recorde pessoal      |
| 9                 | Nataliya Strebkova      | Ucrânia       | 8:54.18 | Recorde pessoal      |
| 10                | Viktória Wagner-Gyürkés | Hungria       | 9:02.81 |                      |
| 11                | Mariana Machado         | Portugal      | 9:19.61 |                      |
| 12                | Maureen Koster          | Países Baixos | DNF     |                      |

Legenda
| Recorde mundial       | Recorde mundial (World record)               |                       | Recorde africano                      | Recorde africano (African) |                                           | Q | Classificado por posição (Qualified) |
| Recorde do campeonato | Recorde do campeonato (Championship record)  | Recorde da América    | Recorde da América (Americas)         | q                          | Classificado por melhor tempo (Qualified) |   |                                      |
| Melhor marca do ano   | Melhor marca do ano (World leading)          | Recorde asiático      | Recorde asiático (Asian)              | DNS                        | Não largou (Did not start)                |   |                                      |
| Recorde nacional      | Recorde nacional (National record)           | Recorde europeu       | Recorde europeu (European)            | DNF                        | Não terminou (Did not finish)             |   |                                      |
| Recorde pessoal       | Recorde pessoal do atleta (Personal best)    | Recorde da Oceania    | Recorde da Oceania (Oceania)          | DSQ / DQ                   | Desclassificado (Disqualified)            |   |                                      |
| Recorde da temporada  | Recorde da temporada do atleta (Season best) | Recorde sul-americano | Recorde sul-americano (South America) | NM                         | Sem marca (No mark)                       |   |                                      |